# Gasthaus Stelzer

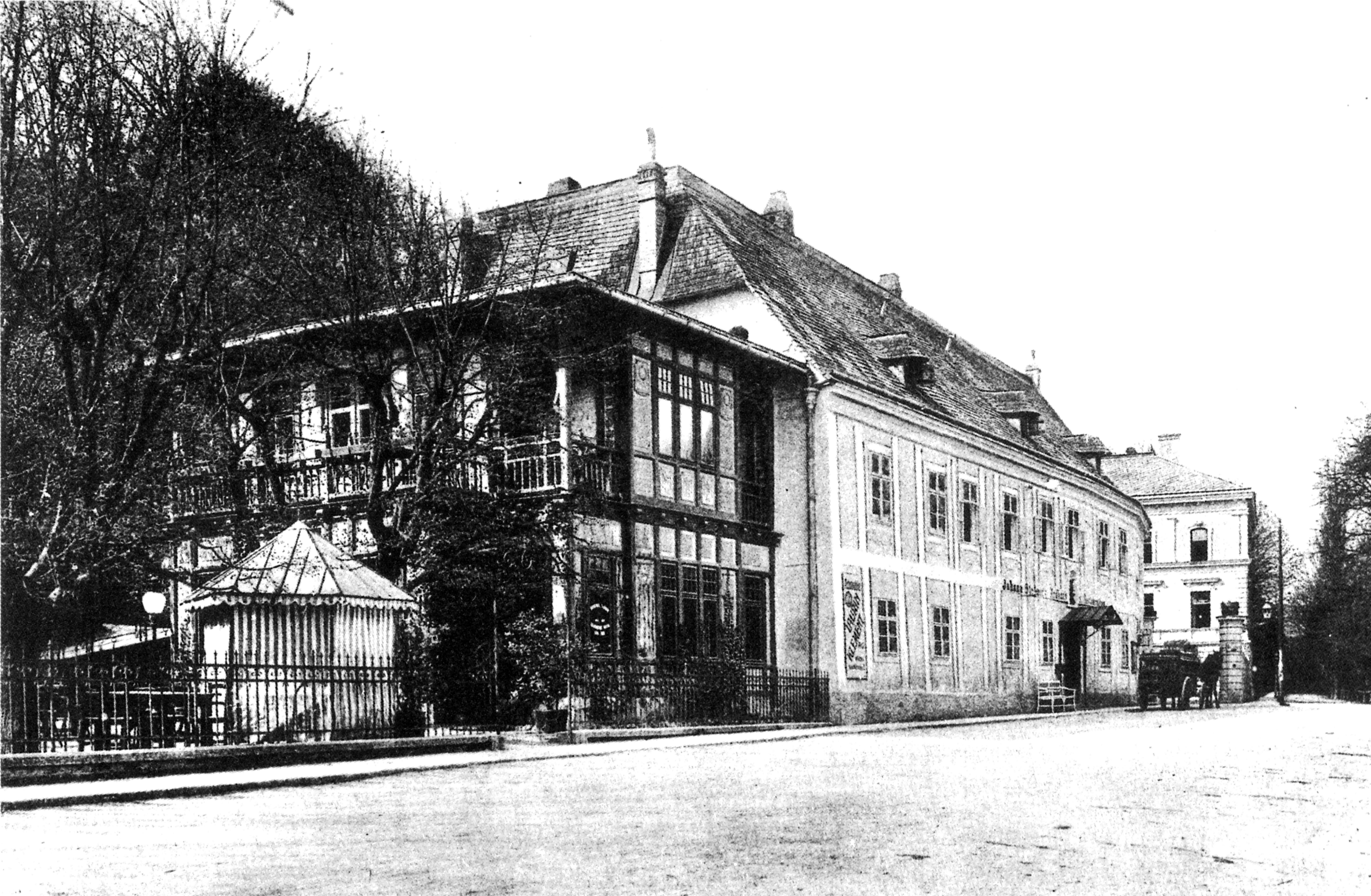
Gasthaus Stelzer um 1900

Das Gasthaus Stelzer war ein Lokal mit Hotelbetrieb im 19. und 20. Jahrhundert in Rodaun, dem damaligen Vorort von Wien, heute Teil des 23. Wiener Gemeindebezirks Liesing. Das Lokal stellte im 19. Jahrhundert mit dem zugehörigen Thermalbad ein beliebtes Ausflugsziel der Wiener Gesellschaft dar und wurde entsprechend als Wirtshaus von Österreich betitelt. Eine herausragende Stellung erfuhr das Gasthaus schließlich während des Ersten Weltkriegs als K.u.k. Kriegspressequartier. Auf Grund seiner Bekanntheit wirkte das Gasthaus namensgebend für viele in der Nähe befindliche Objekte, wie das neu eröffnete Stelzer-Bad ab 1932 bzw. die 1966 errichtete Wohnhausanlage Stelzerhof.

## Vor dem Ersten Weltkrieg
Das Lokal wurde im 19. Jahrhundert von der Familie Lehner betrieben, ehe Johann Stelzer (1852–1924) die Tochter der Familie Lehner heiratete und das Lokal, das Bad und den Hotelbetrieb übernahm, ausbaute und mit seiner Frau führte.
Das Lokal am Rande von Wien etablierte sich durch Johann Stelzers Fleiß mit dem Ehrentitel Wirtshaus von Österreich zu einem beliebten Ausflugsziel der Wiener Gesellschaft. Es galt als Treffpunkt für Adelige, Politiker und Personen mit Einfluss, die Rodaun, das Gasthaus und das Thermalbad (landläufig auch „Stelzer Bad“ genannt) als nahe gelegenen Kurort vor den Toren Wiens genossen. Querverweise auf das Gasthaus Stelzer findet man in literarischen Werken, wo es oftmalig als Schauplatz erwähnt wird.

## Das Kriegspressequartier (KPQ)

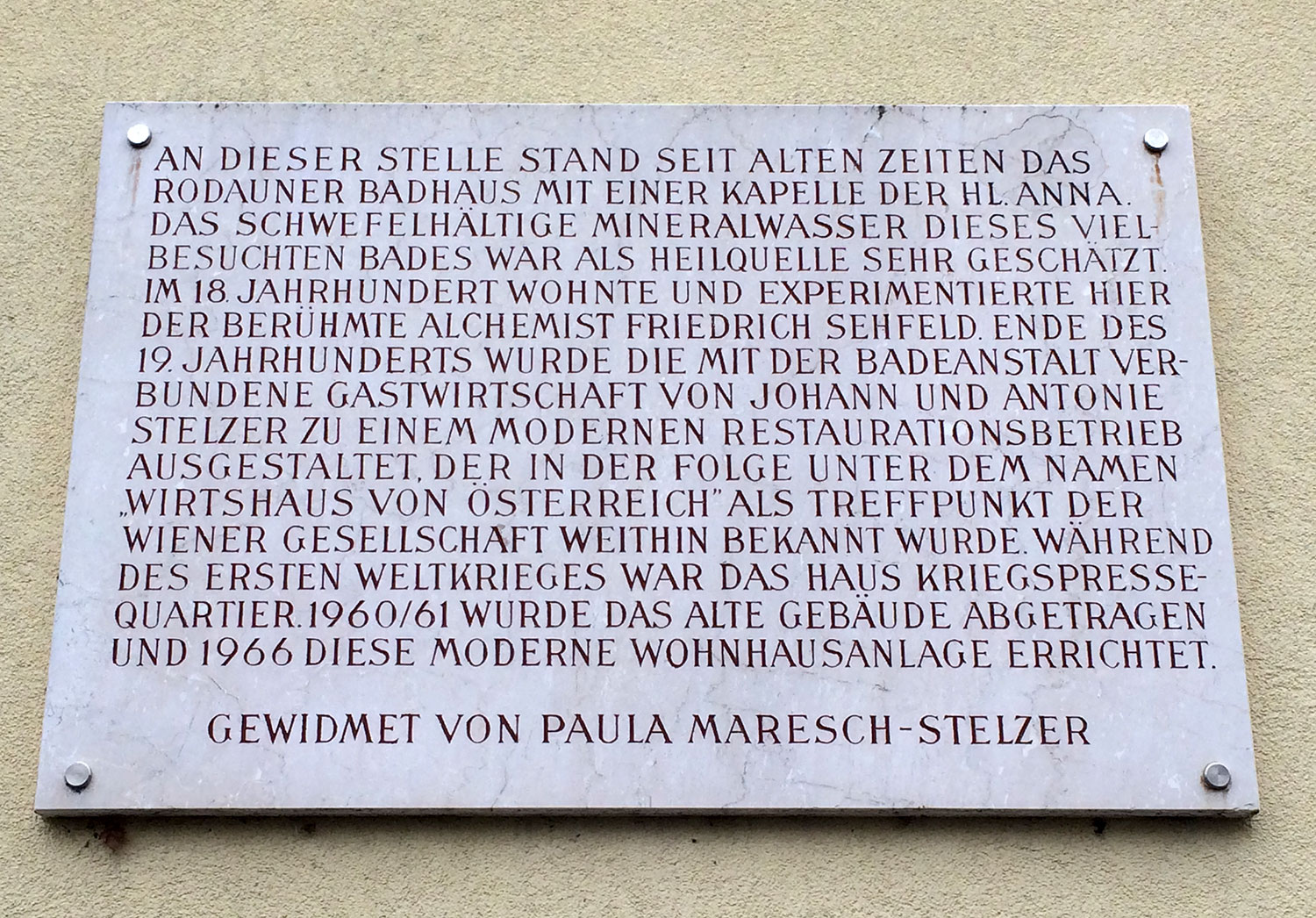
Diese Gedenktafel auf der Außenhülle des Stelzer Hofs in der Wiener Ketzergasse Nr. 473 erinnert an den ehemaligen Standort des geschichtsträchtigen Gasthauses der Familie Stelzer/Lehner.

Geschichtlich die größte Bedeutung erfuhr das Gasthaus Stelzer während des Ersten Weltkriegs. Am Tag des Ultimatums Österreich-Ungarns an Serbien, am 28. Juli 1914, wurde im Gasthaus Stelzer das kaiserliche und königliche Kriegspressequartier (KPQ) eingerichtet. Das Kriegspressequartier wurde gegründet, um gezielt militärische Propaganda zu koordinieren und über die damaligen Medien unter der Bevölkerung im In- und Ausland zu verbreiten.
Insgesamt waren im Verlauf des Krieges über 550 Künstler, Journalisten und Autoren im Kriegspressequartier untergebracht. Darunter waren bis heute bekannte Namen wie Rainer Maria Rilke, der bis zu seiner Entlassung aus dem Militärdienst im Gasthaus Stelzer lebte, Hugo von Hofmannsthal, Franz Werfel und Robert Musil – um nur einige zu nennen.
Dass das KPQ ausgerechnet in so einer illustren Lokalität wie dem Gasthaus Stelzer untergebracht war, sorgte aber auch für Hohn und Spott. So kommentierte Karl Kraus in der Fackel:

„Man hatte die Presse nach Rodaun verlegt, um dem Herrn v. Hofmannsthal mit der Front entgegenzukommen.“ In einer früheren Nummer der Fackel vermerkte er: „Man weiß, daß die freiwillig untauglichen Angehörigen des journalistischen Gewerbes, zu denen sich auch ein paar mittelmäßige, aber sonst gesunde Malermeister gesellt haben, bei Kriegsbeginn eingefangen und in einen abgesonderten Raum gesperrt wurden, der Kriegspressequartier heißt, ein Raum, dessen Zugang nur den dort Unbeschäftigten gestattet ist.“

Mit dem Ende des Ersten Weltkriegs wurde auch das Kriegspressequartier im Gasthaus Stelzer geschlossen, wobei die heutige Austria Presse Agentur (APA) als direkter Nachfolger des Kriegspressequartiers entstand.

## Nach dem Ersten Weltkrieg

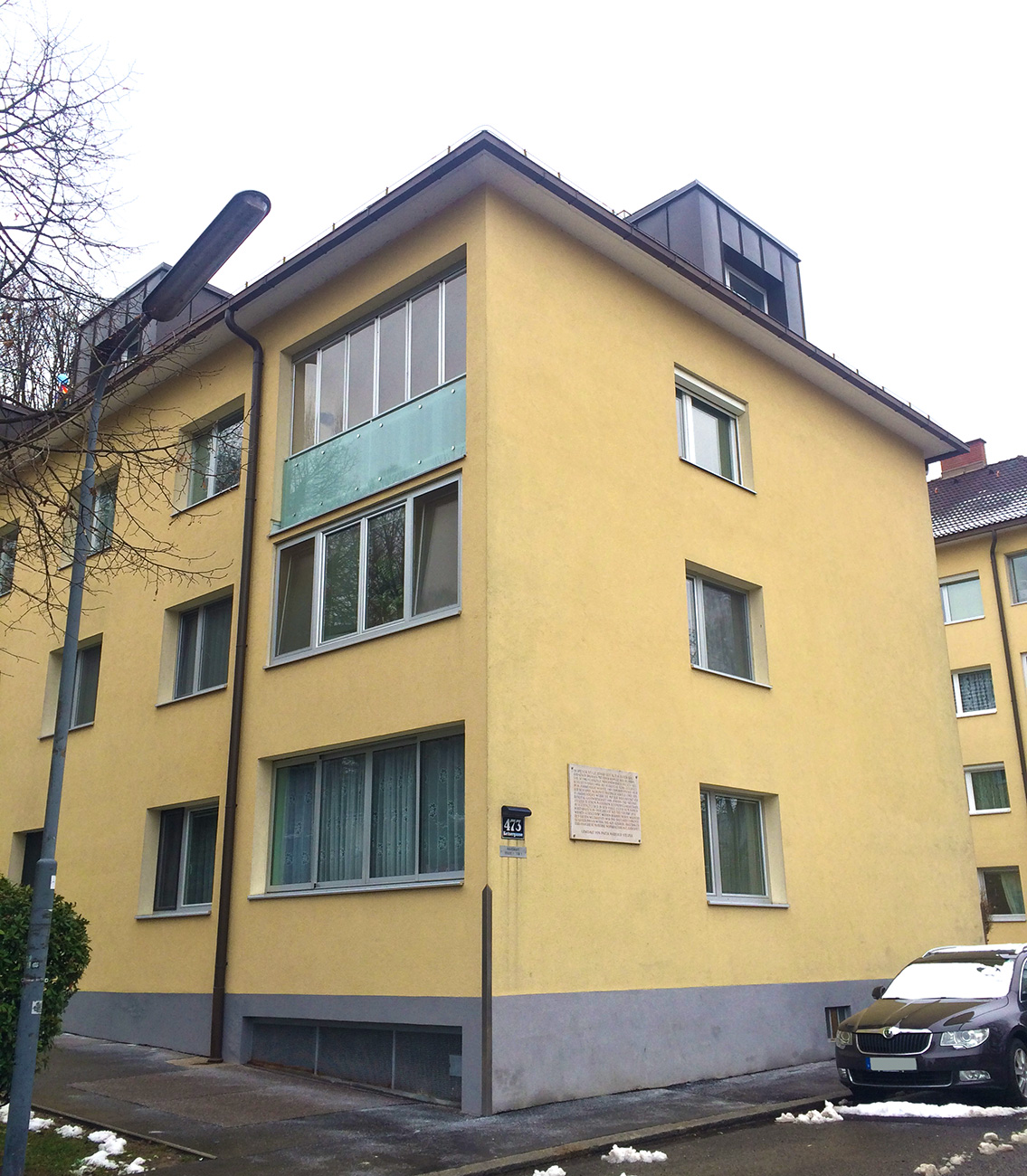
Wo früher das Gasthaus Stelzer stand, wurde 1966 die Wohnhausanlage „Stelzer Hof“ errichtet.

Nach dem Ersten Weltkrieg wurde es um das bekannte Wiener Gasthaus ruhig. 1960 wurde schließlich der Entschluss gefasst, das Gasthaus abzureißen, der im Jahr 1961 umgesetzt wurde.
Sechs Jahre nach dem Abriss wurde in der Ketzergasse Nr. 473 eine Wohnhausanlage mit dem Namen Stelzer Hof errichtet. Bis heute ziert eine Gedenktafel die Hauswand als Erinnerung an das geschichtsträchtige Gasthaus mit der Inschrift:

„An dieser Stelle stand seit alten Zeiten das Rodauner Badehaus mit einer Kapelle der Hl. Anna. Das schwefelhältige Mineralwasser dieses vielbesuchten Bades war als Heilquelle sehr geschätzt. Im 18. Jahrhundert wohnte und experimentierte hier der Berühmte Alchemist Friedrich Sehfeld. Ende des 19. Jahrhunderts wurde die mit der Badeanstalt verbundene Gastwirtschaft von Johann und Antonie Stelzer zu einem modernen Restaurantbetrieb ausgestaltet, der in der Folge unter dem Namen ‚Wirtshaus von Österreich‘ als Treffpunkt der Wiener Gesellschaft weithin bekannt wurde. Während des Ersten Weltkrieges war das Haus Kriegspressequartier. 1960/61 wurde das alte Gebäude abgetragen und 1966 diese moderne Wohnhausanlage errichtet.“